# Betania (Kolumbia)
Betania – miasto w Kolumbii, w departamencie Antioquia.